# Peruanska nogometna reprezentacija
Peruanska nogometna reprezentacija predstavlja državu Peru u međunarodnom muškom nogometu. Reprezentacija je članica FIFE i CONMEBOLA. Prvu utakmivu su odigrali protiv Urugvaja 1927. Dva puta su osvojili Copu Américu i pet puta su se natjecali na Svjetskom prvenstvu.

## Povijest
Peruanski nogometni savez pridružio se CONMEBOL-u 1925. godine, ali unutarnji i ekonomski problemi spriječili su stvaranje reprezentacije koja bi službeno predstavljala zemlju na međunarodnoj razini. Godine 1922. neslužbena reprezentacija igrala je protiv urugvajske momčadi koju je sponzorirao Urugvajski nogometni savez. Zahvaljujući značajnom broju britanskih stanovnika u Peruu, prihvaćanju igre od strane lokalnih elita i brzom razvoju sporta među urbanom sirotinjom četvrti La Victoria u Lima, Peru je u to vrijeme formirao najjaču nogometnu kulturu u regiji Anda.

## Nastupi na velikim natjecanjima

### Svjetska prvenstva
- 1930.: skupina
- 1934.: odustali
- 1938.: nisu sudjelovali
- 1950. – 1954.: odustali
- 1958. – 1966.: nisu se kvalificirali
- 1970.: četvrtfinale
- 1974.: nisu se kvalificirali
- 1978.: drugi krug po skupinama
- 1982.: skupina
- 1986. – 2014.: nisu se kvalificirali
- 2018.: skupina

### Južnoamerička prvenstva
- 1916. – 1926.: odsutni
- 1927.:  bronca
- 1929.: 4. mjesto
- 1935.:  bronca
- 1937.: 6. mjesto
- 1939.:  zlato
- 1941.: 4. mjesto
- 1942.: 5. mjesto
- 1945.: odustali
- 1946.: odustali
- 1947.: 5. mjesto
- 1949.:  bronca
- 1953.: 5. mjesto
- 1955.:  bronca
- 1956.: 6. mjesto
- 1957.: 4. mjesto
- 1959.: 4. mjesto
- 1963.: 5. mjesto
- 1967.: odustali
- 1975.:  zlato
- 1979.: polufinale
- 1983.: polufinale
- 1987.: prvi krug
- 1989.: prvi krug
- 1991.: prvi krug
- 1993.: četvrtfinale
- 1995.: prvi krug
- 1997.: 4. mjesto
- 1999.: četvrtfinale
- 2001.: četvrtfinale
- 2004.: četvrtfinale
- 2007.: četvrtfinale
- 2011.:  bronca